# باهم باهم
باهم باهم (به انگلیسی: Together Together) یک فیلم کمدی درام آمریکایی ساخته ۲۰۲۱ به کارگردانی نیکل بکویت، با بازی اد هلمز و پتی هریسون است.
نام فیلم اشاره به اصطلاحی در زبان انگلیسی دارد که برای توصیف «رابطه رمانتیک معنی‌دار» میان دو نفر به کار می‌رود

## داستان
مت یک مرد ۴۵ ساله مجرد است که تصمیم می‌گیرد با استفاده از یک تخمک اهدایی ناشناس، پدر شود. برای این کار او آنا دختر ۲۶ ساله‌ای که در نوجوانی به صورت ناخواسته باردار شده و فرزندش را به عنوان فرزندخوانده به زوج دیگری سپرده‌است استخدام می‌کند تا رحم جایگزین جنین باشد. گرچه سخت‌گیری‌های مت در آغاز آزاردهنده به نظر می‌رسد اما کم‌کم رابطه دوستانه و صمیمیانه‌ای بین آنا و مت شکل می‌گیرد…

## بازیگران
| بازیگر        | نقش        | توضیح        |
| ------------- | ---------- | ------------ |
| اد هلمز       | مت         |              |
| پتی هریسون    | آنا        |              |
| روزالیند چائو | دکتر اندرو | پزشک بارداری |
| خولیو تورس    | جولز       | همکار آنا    |
| نورا دان      | ادل        | مادر مت      |
| فرد ملامد     | مارتی      | پدر مت       |
| تیم شارپ      | جیکوب      | برادر مت     |